# لنز کانن ئی‌اف ۱۸۰میلی‌متر اف/۳٫۵ال ماکرو یواس‌ام
لنز کانن ئی‌اف ۱۸۰میلی‌متر اف/۳٫۵ال ماکرو یواس‌ام (به انگلیسی: Canon EF 180mm f/3.5L Macro USM lens) نام لنز دوربین عکاسی از نوع ثابت است که توسط شرکت کانن تولید می‌شود. فاصلهٔ کانونی این لنز ۱۸۰ میلی‌متر و ضریب اف آن اف ۳٫۵ تا اف ۳۲ است. این لنز در ۲۰۰۵ میلادی تولید و عرضه شده‌است.